# Многочлены Шура
Многочлены Шура — названные в честь И. Шура симметрические многочлены от {\displaystyle n} переменных специального вида, параметризованные разбиениями неотрицательных целых чисел в сумму {\displaystyle n} неупорядоченных слагаемых, или, что то же самое, диаграммами Юнга с не более, чем {\displaystyle n} столбцами. Коэффициенты их задания как многочленов от элементарных симметрических многочленов Ньютона связаны со значениями характеров соответствующих представлений симметрической группы {\displaystyle S_{n}}.

## Формальное определение
Многочлен Шура, соответствующий разбиению {\displaystyle \lambda ,} равен
{\displaystyle s_{\lambda }(x_{1},\dots ,x_{n})={\frac {\det(x_{i}^{\lambda _{j}+n-j})_{i,j=1}^{n}}{\det(x_{i}^{n-j})_{i,j=1}^{n}}}.}
Также имеются формулы, выражающие многочлены Шура через элементарные симметрические многочлены {\displaystyle e_{r}} и полные симметрические многочлены {\displaystyle h_{r}}:
{\displaystyle s_{\lambda }(x_{1},\dots ,x_{n})=det(h_{\lambda _{i}-i+j})_{1\leq i,j\leq n}}, где {\displaystyle n\geq l(\lambda )},
{\displaystyle s_{\lambda }(x_{1},\dots ,x_{n})=det(e_{\lambda '_{i}-i+j})_{1\leq i,j\leq m}}, где {\displaystyle \lambda '} - сопряжённое к {\displaystyle \lambda } разбиение, а также {\displaystyle m\geq l(\lambda ')}.
В частности, {\displaystyle s_{(n)}=h_{n}} и {\displaystyle s_{(1^{n})}=e_{n}}.

## Связь с представлениями симметрической группы
Многочлен Шура {\displaystyle s_{\lambda }(x_{1},\dots ,x_{n})}, соответствующий диаграмме Юнга {\displaystyle \lambda =(\lambda _{1},\dots ,\lambda _{n})}, выражается через элементарные симметрические многочлены Ньютона {\displaystyle p_{k}(x_{1},\dots ,x_{n})=\sum _{j}x_{j}^{k}} с коэффициентами, выражающимися через значения характера {\displaystyle \chi _{\lambda }}, соответствующего {\displaystyle \lambda } представления симметрической группы {\displaystyle S_{n}}. А именно,
{\displaystyle s_{\lambda }=\sum _{\rho =(1^{r_{1}},2^{r_{2}},3^{r_{3}},\dots )}\chi ^{\lambda }(\rho )\cdot \prod _{k}{\frac {p_{k}^{r_{k}}}{r_{k}!}},}
где запись {\displaystyle \rho =(1^{r_{1}},2^{r_{2}},3^{r_{3}},\dots )} означает, что в классе сопряжённости {\displaystyle \rho } в разложении подстановки на непересекающиеся циклы имеется {\displaystyle r_{j}} циклов длины {\displaystyle j}.